# 蘇珊娜·比安凱蒂
蘇珊娜·比安凯蒂（義大利語：Suzanne Bianchetti，1889年2月24日—1936年10月17日），生於法國巴黎，著名電影演員。

## 生平
蘇珊娜·比安凯蒂在1900年前後，開始成為電影演員，很快就成為當時法國最受歡迎的女明星。她在1927年在亞勃·岡斯（Abel Gance）導演的《拿破崙》一片中，演出瑪麗·安托瓦內特，成為她最著名的角色。
她與作家兼導演勒內·貞德結婚，死於47歲。在她過世的隔年，1937年，勒內·貞德（René Jeanne）以她的名字，成立蘇珊娜·比安凱蒂獎（Prix Suzanne Bianchetti），用來獎勵具備潛力的青年演員。